# Vladimír Coufal
Vladimír Coufal (Ostrava, 22 de agosto de 1992) é um futebolista tcheco que atua como lateral-direito. Atualmente joga no Hoffenheim.

## Carreira do clube

### SK Slavia Praga
Suas exibições impressionantes valeram-lhe uma mudança para um dos maiores clubes da República Tcheca, o Slavia Praga. Em 1 de julho de 2018, Coufal juntou-se ao Slavia Praga em um contrato de três anos. Ele fez parte da equipe que conquistou os títulos da Liga Tcheca de 2018-19 e de 2019-20.
Durante a temporada 2018-2019, Coufal fez 28 partidas pelo Slavia Praga, marcando 3 gols e ajudando a levar o time ao título da liga tcheca. Na temporada seguinte, durante a campanha de 2019-20, ele fez mais 32 partidas e marcou mais três gols na temporada que foi marcada pela pandemia do COVID-19.  Durante esta temporada, Coufal e Slavia Praga repetiram como os campeões da liga checa. Durante a temporada de 2020-21, Coufal fez 5 partidas pelo Slavia Praga antes de se transferir para o West Ham, da Premier League.

### West Ham
Em 2 de outubro de 2020, Coufal ingressou no West Ham por £ 5,4 milhões, assinando um contrato de três anos, reunindo-se com o tcheco e ex-companheiro de equipe do Slavia Praga, Tomáš Souček. Ele fez sua estreia no West Ham em uma vitória por 3–0 contra o Leicester City em 4 de outubro de 2020.
Em maio de 2025, foi anunciado que Coufal deixaria o clube. Ele disputou 180 partidas com a camisa do time londrino.

### Hoffenheim
Em 5 de agosto de 2025, Coufal assinou com o Hoffenheim, da Alemanha.

## Seleção
| No. | Date             | Venue                              | Opponent   | Score | Result | Competition                   |
| --- | ---------------- | ---------------------------------- | ---------- | ----- | ------ | ----------------------------- |
| 1.  | 4 September 2020 | Tehelné pole, Bratislava, Slovakia | Eslováquia | 1–0   | 3–1    | 2020–21 UEFA Nations League B |

Ele fez sua estreia pela seleção da República Tcheca em 11 de novembro de 2017, em um amistoso contra o Catar.

## Títulos
Slovan Liberec
- Copa da Chéquia: 2014–15

Slavia Praha
- Campeonato Checo: 2018–19, 2019–20, 2020–21

West Ham
- Liga Conferência da UEFA: 2022–23